# Anders Hjulmand
 Der er for få eller ingen kildehenvisninger i denne artikel, hvilket er et problem. Du kan hjælpe ved at angive troværdige kilder til de påstande, som fremføres i artiklen.

Anders Hjulmand (født 16. oktober 1951 i Aalborg) er en dansk advokat med møderet for Højesteret.
Hjulmand blev student fra Aalborghus Gymnasium i 1971, og blev cand.jur. fra  Aarhus Universitet i 1976. Blev senere partner i advokatfirmaet Stoustrup, Dresing & Hjulmand.
I 1989 etablerede han advokataktieselskabet Anders Hjulmand. Dette fusionerede i 2000 med Advokatfirmaet Mehlsen, Kaptain & Nordestgaard og Advokatfirmaet HjulmandKaptain blev skabt og har omkring 150 medarbejdere.
Ud over at være advokat er Anders Hjulmand bestyrelsesformand/medlem i en række erhvervsvirksomheder, fonde og institutioner og herunder inden for kulturlivet næstformand i Utzon Fonden, formand for Fonden for Psaligrafisk Kunst (Museum for Papirkunst) og formand for Fonden Kulturkraft Nord.
Anders Hjulmand har bl.a. tidligere været bestyrelsesformand for Aalborg Teater 2006 - 2016, bestyrelsesmedlem/næstformand i Det Kongelige Teater 2015-2023; bestyrelsesformand for Kunsten - Museum of Modern Art 2008-2017, bestyrelsesformand for Utzon Center A/S, bestyrelsesformand for Aalborg Zoologiske have og Fonden Tivoli Karolinelund, bestyrelsesformand for Erhverv Norddanmark og bestyrelsesformand for Aalborg Advokatforening, medlem af Advokatrådet samt ekstern lektor ved Aalborg Universitet.
Anders Hjulmand er tidligere medlem af Erhvervsankenævnet 2005-2017, er optaget i Kraks Blå Bog og har modtaget Ridderkorset.